# Aspire Academy
Aspire Academy (Árabe: أكاديمية أسباير ‘Akādīmiyat ‘Asbāyr) es una academia de deportes con sede en Doha, Catar. Fue fundada en 2004 con el objetivo de explorar y ayudar a desarrollar a los atletas cataríes, mientras que también les proporciona educación secundaria.

## Historia

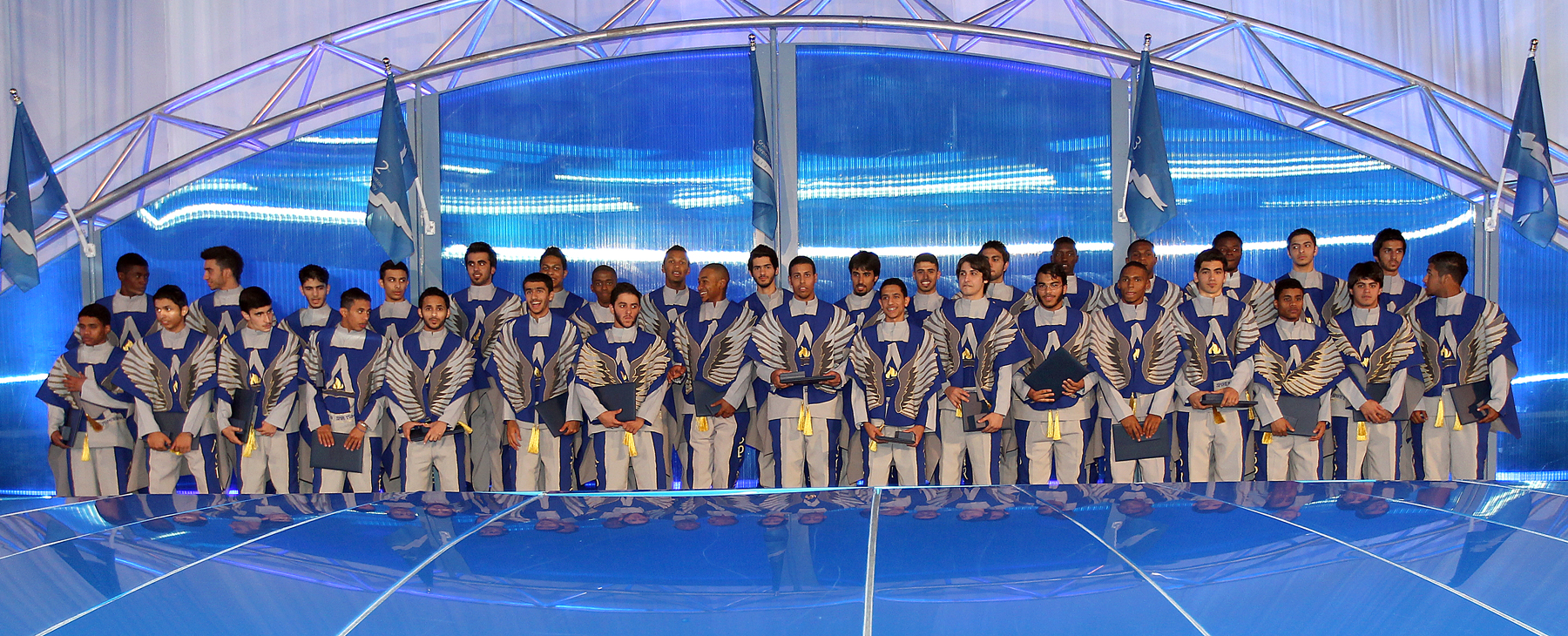
Aspire Academy graduates in 2012.

Aspire Academy fue creada por un Decreto Emiri, N ° 16 de 2004, como una agencia independiente financiada por el gobierno que reportó directamente a HH el emir el jeque Hamad Bin Khalifa Al-Thani a través de HH el Sheikh aparente Sheikh Tamim Bin Hamad Al-Thani.
Más tarde, un Decreto Emiri - N º 1 de 2008 - incorporó la Academia de Aspire como una unidad de negocio estratégica (SBU) en la nueva, organización de padres de Aspire Zone Aspire Zone Foundation. A pesar del cambio de un organismo gubernamental independiente a un SBU, el propósito y los objetivos originales de la Academia Aspire siguieron siendo los mismos.
El 17 de noviembre de 2005, el emir el jeque Hamad Bin Khalifa Al-Thani dirigió una ceremonia de inauguración del Aspire Dome, en lo esencial señalando el anuncio global de Aspire Academy como un instituto internacional de alto nivel. A lo largo de los años, ha recibido reconocimiento internacional.
Actualmente se ha incorporado al personal a Edorta Murua, profesional con una vasta experiencia en la formación de jóvenes talentos.

## Programa de identificación de Talentos
El Programa de Identificación de Talentos (TID) de Aspire Academy es una iniciativa nacional para impulsar el estado de Catar en el ámbito deportivo internacional. Trabajando en estrecha coordinación con el Comité Olímpico de Catar, el Consejo Supremo de Educación (Catar), su objetivo principal es encontrar estudiantes dentro de las escuelas en Catar Que tienen talento atlético excepcional y les ofrecen una beca estudiante-atleta dentro de Aspire.

## Currículo
Aspire Academy ha adoptado un amplio concepto de currículo, que no se basa únicamente en libros y cursos.
Sus cursos y asignaturas presentan estudios de:
- Árabe
- Estudios Islámicos
- Inglés
- Matemáticas
- Ciencias: Biología, Química, Física
- Estudios sociales: Historia, Geografía

## Acreditación escolar
El 21 de enero de 2016, Aspire Academy recibió la acreditación internacional del Consejo de la Escuela Internacional (CIS).
.

## Proyecto HOPE
El proyecto H.O.P.E - Habituating Overseas Professional Experience - fue lanzado para ofrecer a sus jóvenes jugadores de fútbol (mayores de 18 años) la oportunidad de experimentar la formación y el juego para los clubes de fútbol profesional bien establecidos en Europa. Al enviar una selección de sus jugadores de fútbol a estas organizaciones de fútbol, la academia tiene como objetivo ayudarles a adquirir experiencia, desarrollar sus habilidades y competir con jugadores multinacionales procedentes de diversos orígenes multiculturales. Los clubes internacionales incluyenReal Madrid, Villareal, Red Bull Salzburg, K.A.S. Eupen, LASK Linz, Real Sociedad y Cultural y Deportiva Leonesa.
Para el desarrollo de este proyecto se tienen acuerdos con dichos equipos y se han adquirido en propiedad dos clubs, el K.A.S. Eupen belga que es propiedad desde junio de 2012 y que desde la llegada de Aspire ha eliminado su deuda y ha logrado subir a la Primera División y la Cultural y Deportiva Leonesa adquirida en diciembre de 2015 que también ha eliminado su deuda y ha conseguido un ansiado ascenso a la Segunda División Española que la ciudad de León llevaba 43 años esperando, en León se quiere crear un centro de cantera de la Aspire para Europa. Ambos clubs son pieza fundamental en el proyecto para la introducción de jugadores de la academia en las competiciones europeas. El K.A.S. Eupen y la Cultural y Deportiva Leonesa son los dos únicos clubs que la academia adquirirá tanto en Bélgica como en España, no se sabe si habrá nuevas compras.

## Aspire Football Dreams
Aspire Football Dreams es un proyecto de fútbol humanitario que actualmente existe en 18 países en desarrollo en tres continentes, con el objetivo de empoderar a los jóvenes del mundo mediante la identificación de talentos de fútbol. El proyecto Aspire Football Dreams, preparado y planeado en 2005/2006 y lanzado sobre el terreno en 2007, ya ha probado a más de dos millones de jóvenes futbolistas de Asia, América Latina y África, como parte de la mayor búsqueda de talentos dentro del deporte. El proyecto se basa en un equipo de entrenadores profesionales y exploradores, así como miles de voluntarios.[5][cita requerida] Fue establecido en 2005.
El equipo ha participado en eventos internacionales, como la Copa VFF 2011, donde compitió contra equipos nacionales, y se colocó subcampeón. [6] [cita requerida]
Aspire colabora con las asociaciones nacionales de fútbol de los jóvenes implicados.

## Logros

### Fútbol
En 2014, el Equipo de Fútbol Nacional Sub-20 de Catar, compuesto solamente de estudiantes-atletas de la Academia de Aspire, ganó la 38.ª edición del Campeonato Sub-19 de la AFC en Myanmar, por primera vez en la historia de Catar.

### Atletismo
- Mutaz Essa Barshim, graduado en la Aspire Academy es el actual campeón del mundo en salto de altura al aire libre y tiene el segundo mejor salto al aire libre en la historia[15][16] logrado en la Liga de Diamante 2014.[17]
- El lanzador de martillo, Ashraf Amgad El-Seify, graduado en la Aspire Academy en 2014, ganó la medalla de Oro en el Campeonato Asiático Júnior de Atletismo de 2012 y en el Campeonato Mundial Júnior de Atletismo de 2012 estableciendo un nuevo récord mundial Júnior[18] y World Youth Best.[19] En 2014, Ashraf se convirtió en el primer atleta en defender su título con éxito en el Campeonato Mundial de Atletismo Sub-20.[20]

## Embajadores mundiales y visitantes

### Embajadores mundiales
Aspire Academy ha elegido un inspirador grupo de deportistas que han logrado un destacado éxito deportivo internacional en su viaje deportivo para representar a Aspire Academy como Embajadores Globales.
- Xavi Hernández
- Raúl González Blanco
- Lionel Messi
- Pelé
- Hicham El Guerrouj

### Distinguidos visitantes
Aspire Academy ha creado una red global de socios y estrellas deportivas para compartir sus instalaciones de formación con el fin que ellos inspiren e influencien en el desarrollo de los jóvenes estudiantes-atletas de la academia.
- Diego Armando Maradona
- Christian Karembeu
- Rafael Nadal
- Lionel Messi
- Shaquille O'Neal
- Pep Guardiola
- Carlo Ancelotti
- Alex Ferguson
- Príncipe Alberto de Mónaco
- Luis Aragonés
- Iker Casillas
- Ruud Gullit
- Venus Williams
- Andreas Thorkildsen
- Abdulkareem Hatim
- John McEnroe
- Anthony Joshua
- Fernando Hierro
- David Beckham
- Edgar Davids
- Franz Beckenbauer
- Frank de Bóer
- André Villas-Boas
- Rafael Benítez
- Sergio Ramos
- Kevin Keegan
- Zlatan Ibrahimović
- Pelé
- Sergey Bubka
- Marcello Lippi
- Martina Hingis
- Björn Borg